# Lepidothamnus fonkii
Lepidothamnus fonkii är en barrträdart som beskrevs av Rodolfo Amando Philippi. Lepidothamnus fonkii ingår i släktet Lepidothamnus och familjen Podocarpaceae. IUCN kategoriserar arten globalt som sårbar. Inga underarter finns listade i Catalogue of Life.